# Phapitreron
Phapitreron é um género de ave da família Columbidae.
Este género contém as seguintes espécies:
- Phapitreron amethystinus
- Phapitreron brunneiceps
- Phapitreron cinereiceps
- Phapitreron leucotis